# Sawang (Setia Bakti)
Sawang is een bestuurslaag in het regentschap Aceh Jaya van de provincie Atjeh, Indonesië. Sawang telt 547 inwoners (volkstelling 2010).